# Gaoguan Shuiku
Gaoguan Shuiku är en reservoar i Kina. Den ligger i provinsen Hubei, i den centrala delen av landet, omkring 130 kilometer nordväst om provinshuvudstaden Wuhan. Gaoguan Shuiku ligger 116 meter över havet. Arean är 6,8 kvadratkilometer. Trakten runt Gaoguan Shuiku består till största delen av jordbruksmark. Den sträcker sig 5,3 kilometer i nord-sydlig riktning, och 6,6 kilometer i öst-västlig riktning.
Genomsnittlig årsnederbörd är 1 226 millimeter. Den regnigaste månaden är september, med i genomsnitt 179 mm nederbörd, och den torraste är december, med 15 mm nederbörd.